# 乙容打
乙容打（을용타）是指南韓網民把對在2003年東亞足球錦標賽中該國足球員李乙容擊打中國球員李毅後的一系列改圖和網絡迷因。時至2006年6月，與這有關的改圖共有200多張。

## 背景

### 恐韓症
恐韓症是指中國男子足球隊對南韓國家足球隊的連番不勝。自1978年至這場比賽前，中國在與南韓的24次對場中取得11和15負的劣積。有見此及，中國隊一直希望擊敗對手。

### 比賽
這場比賽是該屆東亞國家杯的第二輪賽事。在這場賽事中，南韓憑柳相鐵在上半場的入球以1-0領先中國。戰至第60分鐘，當時南韓隊的中場球員李乙容在中國球員李毅面前打球橫傳，並往前跑動。此時，李毅打算斷球，卻踢到了李乙容的右腳踝。隨後，李毅回防，住後追球。此時，李乙容擊打李毅的後腦，後者隨即抱頭倒地，引起雙方球員的衝突，球證則向李乙容發紅牌示意離場，李毅則取得一面黃牌。最終，比賽還是以1-0的結束。

## 回響
李乙容與李毅之間的肢體衝突隨即引起中韓兩國，尤其是後者的不滿。韓方傳媒以「荷里活級演技」來形容李毅抱頭倒地的動作，又稱他「無恥」。同時，李乙容站在倒地的李毅面前的圖片也被南韓網民改頭換面。在這些改圖中，分別有李乙容拿著鐵鎚、電鋸和教科書擊打李毅，而在後方的楊晨也成被改圖的對象。這系統的改圖也在後來衍生出新作品，比如梁泰榮在2004年雅典奧運會體操比賽中失落金牌以及在2006年世界杯決賽法國球員施丹頭碰意大利球員馬特拉斯胸口的改圖。

### 李乙容的回應
李乙容承認這次犯規很不理智。對於這一系列的改圖，他聲稱只看過一次而已，並指不覺得被冒犯。

### 中方的回應
對於乙容打這系列的改圖，中方傳媒持讥笑態度。他們指李乙容擊打李毅是為報復性行為，卻被韓方反指李毅在演戲實在令人難以接受。

## 資料來源
1. 1 2  .   [2013-10-01]. （原始内容存档于2007-03-11）.
2. ↑  .   [2013-10-01]. （原始内容存档于2013-10-04）.
3. 1 2 3  .   [2013-10-01]. （原始内容存档于2013-10-04）.
4. ↑  .   [2013-10-01]. （原始内容存档于2006-09-02）.
5. ↑  축구 한·중전 ‘을용타’ 가 떴다[永久]
6. ↑  .   [2013-10-01]. （原始内容存档于2007-03-11）.
7. ↑  트라브존의 별 이을용, "챔피언스리그에서 멋진 모습 보여줄 터"①[永久]
8. ↑  .   [2013-10-01]. （原始内容存档于2013-10-04）.